# ニコラス・デ・ヘルト・シュトカーデ
ニコラス・デ・ヘルト・シュトカーデ（Nicolaes de Helt Stockade、1614年 - 1669年11月26日）は17世紀オランダの画家、版画家である。パリやアムステルダムで働いた。

## 略歴
現在のドイツとの国境に近いオランダの街ナイメーヘンに生まれた。アントウェルペンの画家ダニエル・ライカールト（Daniël Rijckaert）の弟子であったとされる。フランスに移り、リヨンでアントウェルペン出身の女性と結婚し、ヤン・アセレインの義理の兄弟となった。パリではフランス国王ルイ13世（1601-1643）の宮殿で働いた。1646年にアントウェルペンの聖ルカ組合の親方となった。再びパリやナイメーヘンで働き、スウェーデン女王クリスティーナ（1626-1689）やイギリス国王チャールズ2世（1630-1685）からの注文も受けた。
1652年にアムステルダムに移り、画家のバルトロメウス・ファン・デル・ヘルスト（1613-1670）や詩人のトマス・アセレイン（Thomas Asselijn:c.1620-1701）、アムステルダム市長のヨハン・ホイデコパー・ファン・マールセフェーン（Johan Huydecoper van Maarsseveen）らと交流した。アムステルダムの新しい市庁舎（現在のPaleis op de Dam）の装飾画の注文も受けた。アムステルダムの実業家の邸（Trippenhuis）の装飾画も描いた。
18世紀初めに画家の伝記を出版したアルノルト・ホウブラーケン（1660-1719）によれば、有名な詩人ヨースト・ファン・デン・フォンデル（1587- 1679）の詩の題材になった。
1699年にアムステルダムで亡くなった。

## 作品

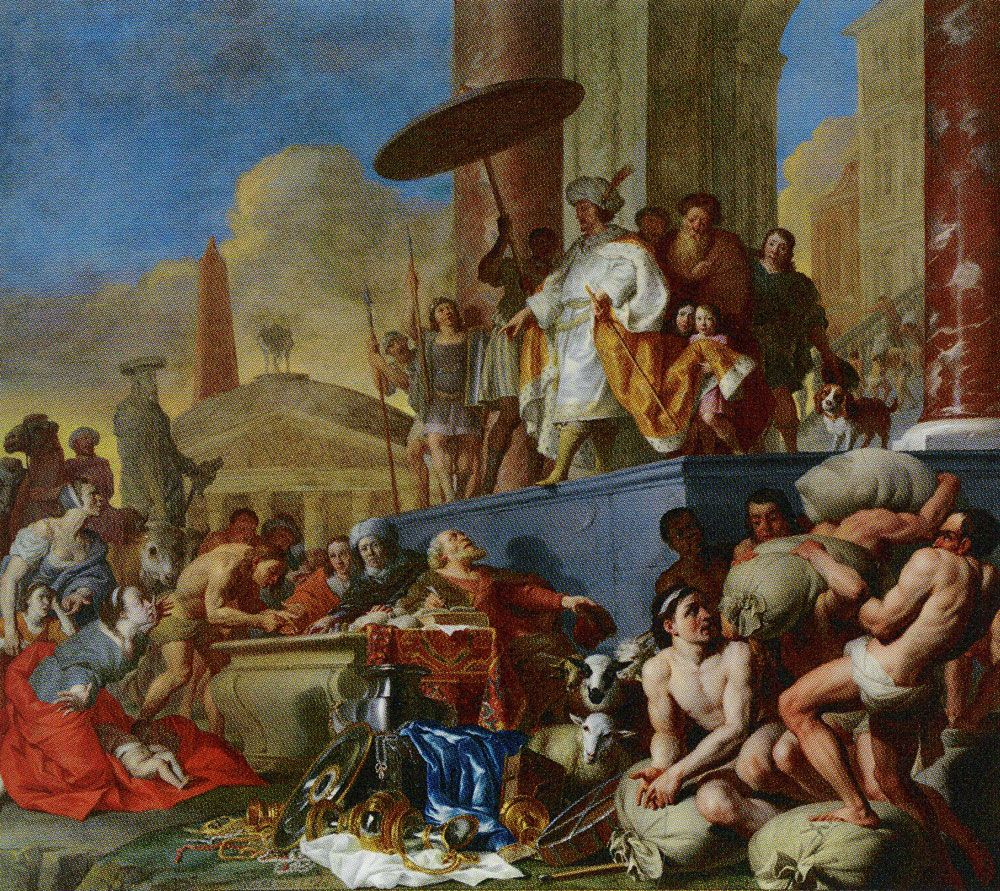
Paleis op de Damの装飾画「エジプト人に穀物を売るヨセフ」(1656)
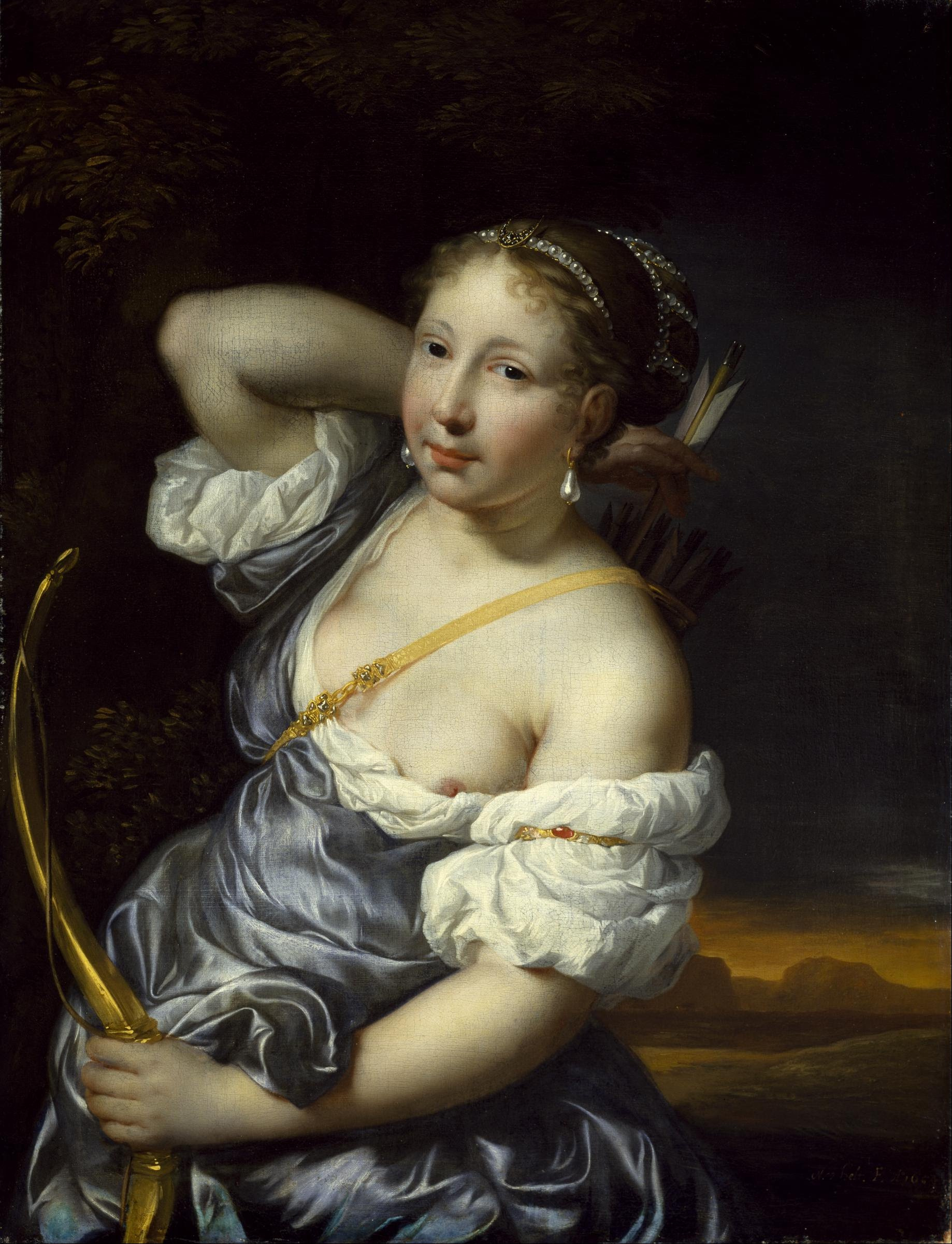
「狩猟の女神ディアナ」(1654) ヒューストン美術館
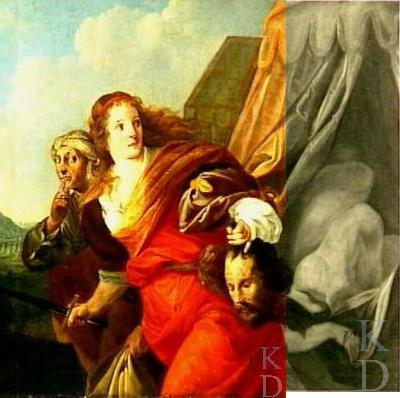
「ホロフェルネスの首を持つユディト」(1650)
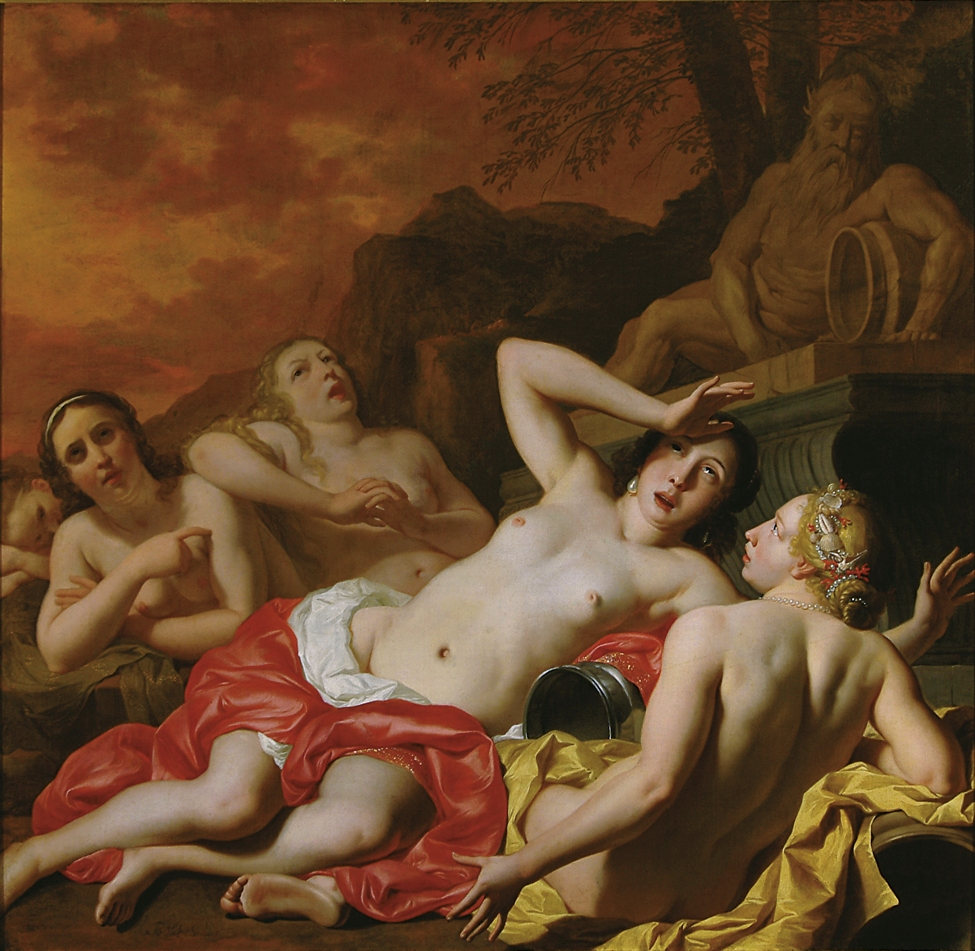
ファエトンの死を悼むヘリアデス フランス・ハルス美術館